# Charadrahyla trux
Espèce
Synonymes
- Hyla trux Adler & Dennis, 1972

Statut de conservation UICN

 CR B1ab(iii,v)+2ab(iii,v) : 
En danger critique
Charadrahyla trux est une espèce d'amphibiens de la famille des Hylidae.

## Répartition
Cette espèce est endémique de l'État de Guerrero au Mexique. Elle se rencontre entre 1 760 et 2 415 m d'altitude sur les pentes du Cerro Teotepec dans la Sierra Madre del Sur,.

## Description
Les 2 spécimens adultes mâles observés lors de la description originale mesurent entre 79,1 mm et 81,0 mm de longueur standard.

## Étymologie
Le nom spécifique trux vient du latin trux, féroce, en référence aux doigts épineux de cette espèce.

## Publication originale
- Adler & Dennis, 1972 : New tree frogs of the genus Hyla from the cloud forests of western guerrero, Mexico. Occasional Papers of the Museum of Natural History University of Kansas, vol. 7, p. 1-19 (texte intégral).